# Hibiscus bifurcatus
Hibiscus bifurcatus es una especie de hibisco perteneciente a la familia de las malváceas. Es originaria de América. En Cuba recibe el nombre de majagüilla del pinar.

## Descripción
Son arbustos erectos o a veces escandentes, alcanzan hasta los 1–3 m de altura o más; con tallos pequeños de menos de 1 mm de largo, abundantes o esparcidos. Las hojas son cordadas en la base, 3–5-lobadas, los lobos lanceolados, acuminados, gruesamente serrados. Los pétalos de 7–8 cm de largo, de color lila o rosado. El fruto en forma de cápsula de 2 cm de largo, con semillas de 3,5 mm de largo, papilosas y algo estriadas.

## Distribución y hábitat
Es una especie rara, que se encuentra en los márgenes de ríos y lugares pantanosos, en la costa atlántica; cerca del nivel del mar; desde Guatemala a Brasil y Argentina, también en las Antillas.

## Taxonomía
Hibiscus bifurcatus fue descrita por Antonio José de Cavanilles y publicado en Monadelphiae Classis Dissertationes Decem 3: 146–147, pl. 51, f. 1. 1787.
Etimología
Ver: Hibiscus
bifurcatus: epíteto latíno que significa "dividido en dos
Sinonimia
- Hibiscus bicornis G.Mey.[5]